# Eusattodera luteicollis
Eusattodera luteicollis es una especie de insecto coleóptero de la familia Chrysomelidae.
Fue descrita científicamente en 1868 por Leconte.